# TANS Perú
TANS Perú (Sigla em espanhol para Transportes Aéreos Nacionais da Selva) foi uma empresa de aviação fundada em 1963, no Peru, e que foi suspensa pelo governo peruano em janeiro de 2006.